# Belgia na Letnich Igrzyskach Olimpijskich 2020
Belgię na Letnich Igrzyskach Olimpijskich 2020 reprezentowało 123 zawodników : 69 mężczyzn i 54  kobiety. Był to 27. start reprezentacji Belgii na letnich igrzyskach olimpijskich.

## Zdobyte medale[3]
| Medal  | Zawodnik | Dyscyplina          | Konkurencja                         | Rezultat                                                                    | Data       |
| ------ | --- | ------------------- | ----------------------------------- | --------------------------------------------------------------------------- | ---------- |
| Złoto  | Nina Derwael | Gimnastyka sportowa | ćwiczenia na poręczach kobiet       | 15,200 pkt                                                                  | 1 sierpnia |
| Złoto  | Gauthier Boccard, Tom Boon, Thomas Briels, Cédric Charlier, Félix Denayer, Nicolas De Kerpel, Arthur De Sloover, Sébastien Dockier, John-John Dohmen, Simon Gougnard, Alexander Hendrickx, Antoine Kina, Loïck Luypaert, Augustin Meurmans, Victor Wegnez, Vincent Vanasch, Florent Van Aubel, Arthur Van Doren | Hokej na trawie     | turniej mężczyzn                    | W finale pokonali reprezentację Australii 1:1 (w rzutach karnych 3:2)       | 5 sierpnia |
| Złoto  | Nafissatou Thiam | Lekkoatletyka       | siedmiobój kobiet                   | 6791 pkt                                                                    | 5 sierpnia |
| Srebro | Wout Van Aert | Kolarstwo szosowe   | wyścig ze startu wspólnego mężczyzn | 6:06:33                                                                     | 24 lipca   |
| Brąz   | Matthias Casse | Judo                | kategoria do 81 kg mężczyzn         | W pojedynku o brązowy medal pokonał reprezentanta Gruzji Tato Grigalaszwili | 27 lipca   |
| Brąz   | Grégory Wathelet, Jérôme Guery, Pieter Devos | Jeździectwo         | skoki przez przeszkody drużynowo    | 12 pkt                                                                      | 7 sierpnia |
| Brąz   | Bashir Abdi | Lekkoatletyka       | maraton mężczyzn                    | 2:10:00                                                                     | 8 sierpnia |

## Skład kadry

### Badminton
| Zawodnik   | Konkurencja        | Faza grupowa            | Faza grupowa               | Faza grupowa     | Pozycja | 1/8              | Ćwierćfinały     | Półfinały        | Finał            | Finał   | Źródło            |
| Zawodnik   | Konkurencja        | Przeciwnik Wynik        | Przeciwnik Wynik           | Przeciwnik Wynik | Pozycja | Przeciwnik Wynik | Przeciwnik Wynik | Przeciwnik Wynik | Przeciwnik Wynik | Pozycja | Źródło            |
| ---------- | ------------------ | ----------------------- | -------------------------- | ---------------- | ------- | ---------------- | ---------------- | ---------------- | ---------------- | ------- | ----------------- |
| Lianne Tan | gra pojedyncza (k) | Thuzar 2:0 (21-6, 21-8) | Tunjung 0:2 (11-21, 17-21) | N\A              | 3.      | NQ               | NQ               | NQ               | NQ               | 15.     | [ 4 ] [ 5 ] [ 6 ] |

### Gimnastyka
| Zawodniczka       | Konkurencja        | Kwalifikacje | Kwalifikacje | Kwalifikacje | Kwalifikacje | Kwalifikacje | Finał    | Finał    | Finał    | Finał    | Finał   | Pozycja | Źródło |
| Zawodniczka       | Konkurencja        | Przyrząd     | Przyrząd     | Przyrząd     | Przyrząd     | Razem        | Przyrząd | Przyrząd | Przyrząd | Przyrząd | Razem   | Pozycja | Źródło |
| Zawodniczka       | Konkurencja        | V            | UB           | BB           | F            | Razem        | V        | UB       | BB       | F        | Razem   | Pozycja | Źródło |
| ----------------- | ------------------ | ------------ | ------------ | ------------ | ------------ | ------------ | -------- | -------- | -------- | -------- | ------- | ------- | ------ |
| Maellyse Brassart | wielobój drużynowy | 13,766       | 13,366       | 13,033       | 12,766       | 52,931       | 14,033   | N/A      | 10,933   | N/A      | 24,966  | 8.      | [ 7 ]  |
| Nina Derwael      | wielobój drużynowy | 13,900       | 15,366       | 13,766       | 13,566       | 56,598       | N/A      | 15,400   | 13,866   | 13,366   | 42,632  | 8.      | [ 8 ]  |
| Lisa Vaelen       | wielobój drużynowy | 13,000       | 14,100       | 12,500       | 12,766       | 52,366       | 14,233   | 13,766   | N/A      | 12,900   | 40,899  | 8.      | [ 9 ]  |
| Jutta Verkest     | wielobój drużynowy | 13,400       | 13,633       | 13,666       | 12,933       | 53,632       | 13,466   | 12,466   | 12,200   | 13,066   | 51,198  | 8.      | [ 10 ] |
| Razem             | wielobój drużynowy | 41,066       | 43,099       | 40,465       | 39,265       | 163,895      | 41,732   | 41,632   | 36,999   | 39,332   | 159,695 | 8.      | [ 11 ] |

| Zawodniczka       | Konkurencja             | Kwalifikacje | Kwalifikacje | Kwalifikacje | Kwalifikacje | Kwalifikacje | Kwalifikacje | Finał     | Finał     | Finał     | Finał     | Finał  | Finał   | Źródło |
| Zawodniczka       | Konkurencja             | Przyrządy    | Przyrządy    | Przyrządy    | Przyrządy    | Razem        | Pozycja      | Przyrządy | Przyrządy | Przyrządy | Przyrządy | Razem  | Pozycja | Źródło |
| Zawodniczka       | Konkurencja             | V            | UB           | BB           | F            | Razem        | Pozycja      | V         | UB        | BB        | F         | Razem  | Pozycja | Źródło |
| ----------------- | ----------------------- | ------------ | ------------ | ------------ | ------------ | ------------ | ------------ | --------- | --------- | --------- | --------- | ------ | ------- | ------ |
| Nina Derwael      | wielobój indywidualnie  | 13,900       | 15,366       | 13,766       | 13,566       | 56,598       | 7.           | 13,900    | 15,266    | 13,366    | 13,433    | 55,965 | 6.      | [ 8 ]  |
| Jutta Verkest     | wielobój indywidualnie  | 13,400       | 13,633       | 13,666       | 12,933       | 53,632       | 26.          | 13,400    | 12,466    | 12,733    | 12,633    | 51,232 | 23.     | [ 10 ] |
| Maellyse Brassart | wielobój indywidualnie  | 13,766       | 13,366       | 13,033       | 12,766       | 52,931       | 35.          | NQ        | NQ        | NQ        | NQ        | NQ     | 35.     | [ 7 ]  |
| Lisa Vaelen       | wielobój indywidualnie  | 13,000       | 14,100       | 12,500       | 12,766       | 52,366       | 42.          | NQ        | NQ        | NQ        | NQ        | NQ     | 42.     | [ 9 ]  |
| Nina Derwael      | ćwiczenia na poręczach  | N/A          | 15,366       | N/A          | N/A          | 15,366       | 1.           | N/A       | 15,200    | N/A       | N/A       | 15,200 | złoto   | [ 8 ]  |
| Lisa Vaelen       | ćwiczenia na poręczach  | N/A          | 14,100       | N/A          | N/A          | 14,100       | 23.          | NQ        | NQ        | NQ        | NQ        | NQ     | 23.     | [ 9 ]  |
| Jutta Verkest     | ćwiczenia na poręczach  | N/A          | 13,633       | N/A          | N/A          | 13,633       | 33.          | NQ        | NQ        | NQ        | NQ        | NQ     | 33.     | [ 10 ] |
| Maellyse Brassart | ćwiczenia na poręczach  | N/A          | 13,366       | N/A          | N/A          | 13,366       | 36.          | NQ        | NQ        | NQ        | NQ        | NQ     | 36.     | [ 7 ]  |
| Nina Derwael      | ćwiczenia na równoważni | N/A          | N/A          | 13,766       | N/A          | 13,766       | 15.          | NQ        | NQ        | NQ        | NQ        | NQ     | 15.     | [ 8 ]  |
| Jutta Verkest     | ćwiczenia na równoważni | N/A          | N/A          | 13,666       | N/A          | 13,666       | 19.          | NQ        | NQ        | NQ        | NQ        | NQ     | 19.     | [ 10 ] |
| Maellyse Brassart | ćwiczenia na równoważni | N/A          | N/A          | 13,033       | N/A          | 13,033       | 33.          | NQ        | NQ        | NQ        | NQ        | NQ     | 33.     | [ 7 ]  |
| Lisa Vaelen       | ćwiczenia na równoważni | N/A          | N/A          | 12,500       | N/A          | 12,500       | 52.          | NQ        | NQ        | NQ        | NQ        | NQ     | 52.     | [ 9 ]  |
| Nina Derwael      | ćwiczenia wolne         | N/A          | N/A          | N/A          | 13,566       | 13,566       | 12.          | NQ        | NQ        | NQ        | NQ        | NQ     | 12.     | [ 8 ]  |
| Jutta Verkest     | ćwiczenia wolne         | N/A          | N/A          | N/A          | 12,933       | 12,933       | 31.          | NQ        | NQ        | NQ        | NQ        | NQ     | 31.     | [ 10 ] |
| Maellyse Brassart | ćwiczenia wolne         | N/A          | N/A          | N/A          | 12,766       | 12,766       | 39.          | NQ        | NQ        | NQ        | NQ        | NQ     | 39.     | [ 7 ]  |
| Lisa Vaelen       | ćwiczenia wolne         | N/A          | N/A          | N/A          | 12,766       | 12,766       | 40.          | NQ        | NQ        | NQ        | NQ        | NQ     | 40.     | [ 9 ]  |

### Golf
| Zawodnik       | Konkurencja | Runda 1 | Runda 2 | Runda 3 | Runda 4 | Łącznie | Łącznie | Łącznie | Źródło |
| Zawodnik       | Konkurencja | Wynik   | Wynik   | Wynik   | Wynik   | Wynik   | Par     | Pozycja | Źródło |
| -------------- | ----------- | ------- | ------- | ------- | ------- | ------- | ------- | ------- | ------ |
| Manon De Roey  | kobiety     | 71      | 67      | 74      | 74      | 286     | + 2     | 46.     | [ 12 ] |
| Thomas Pieters | Mężczyźni   | 65      | 76      | 64      | 68      | 273     | - 11    | 16.     | [ 13 ] |
| Thomas Detry   | Mężczyźni   | 70      | 67      | 68      | 69      | 274     | - 10    | 22.     | [ 13 ] |

### Hokej na trawie
- Reprezentacja mężczyzn

| - Gauthier Boccard - Tom Boon - Thomas Briels - Cédric Charlier - Félix Denayer - Nicolas De Kerpel - Arthur De Sloover - Sébastien Dockier - John-John Dohmen |  | - Simon Gougnard - Alexander Hendrickx - Antoine Kina - Loïck Luypaert - Augustin Meurmans - Victor Wegnez - Vincent Vanasch - Florent Van Aubel - Arthur Van Doren |

| Drużyna | Konkurencja | Faza grupowa     | Faza grupowa     | Faza grupowa          | Faza grupowa     | Faza grupowa        | Faza grupowa | Ćwierćfinały     | Półfinały        | Finał                     | Pozycja | Źródło |
| Drużyna | Konkurencja | Przeciwnik Wynik | Przeciwnik Wynik | Przeciwnik Wynik      | Przeciwnik Wynik | Przeciwnik Wynik    | Pozycja      | Przeciwnik Wynik | Przeciwnik Wynik | Przeciwnik Wynik          | Pozycja | Źródło |
| ------- | ----------- | ---------------- | ---------------- | --------------------- | ---------------- | ------------------- | ------------ | ---------------- | ---------------- | ------------------------- | ------- | ------ |
| Belgia  | mężczyźni   | Holandia 3:1     | Niemcy 3:1       | Południowa Afryka 9:4 | Kanada 9:1       | Wielka Brytania 2:2 | 1.           | Hiszpania 3:1    | Indie 5:2        | Australia 1:1 (karne) 3:2 | złoto   | [ 14 ] |

### Jeździectwo
Ujeżdżenie
| Zawodnik                                      | Koń                      | Konkurencja                                       | Grand Prix | Grand Prix | Grand Prix Special | Grand Prix Special | Finał | Finał | Źródło               |
| Zawodnik                                      | Koń                      | Konkurencja                                       | Wynik      | Poz.       | Wynik              | Poz.               | Wynik | Poz.  | Źródło               |
| --------------------------------------------- | ------------------------ | ------------------------------------------------- | ---------- | ---------- | ------------------ | ------------------ | ----- | ----- | -------------------- |
| Laurence Roos                                 | Ujeżdżenie indywidualnie | Fil Rouge                                         | 70,699     | 23.        | NQ                 | NQ                 | NQ    | NQ    | [ 15 ] [ 16 ] [ 17 ] |
| Domien Michiels                               | Ujeżdżenie indywidualnie | Intermezzo Van Het Meerdaalhof                    | 70,202     | 28.        | NQ                 | NQ                 | NQ    | NQ    | [ 15 ] [ 16 ] [ 17 ] |
| Larissa Pauluis                               | Ujeżdżenie indywidualnie | Flambeau                                          | 67,251     | 42.        | NQ                 | NQ                 | NQ    | NQ    | [ 15 ] [ 16 ] [ 17 ] |
| Laurence Roos Domien Michiels Larissa Pauluis | ujeżdżenie drużynowe     | Fil Rouge Intermezzo Van Het Meerdaalhof Flambeau | 6702,5     | 10.        | N/A                | N/A                | NQ    | NQ    | [ 18 ]               |

Skoki przez przeszkody
| Zawodnik                                   | Konkurencja   | Koń                                  | Kwalifikacje | Kwalifikacje | Kwalifikacje | Kwalifikacje | Finał      | Finał       | Finał   | Pozycja | Źródło        |
| Zawodnik                                   | Konkurencja   | Koń                                  | Kary         | Kary         | Łącznie      | Pozycja      | Kary       | Kary        | Łącznie | Pozycja | Źródło        |
| Zawodnik                                   | Konkurencja   | Koń                                  | Przeszkody   | Limit czasu  | Łącznie      | Pozycja      | Przeszkody | Limit czasu | Łącznie | Pozycja | Źródło        |
| ------------------------------------------ | ------------- | ------------------------------------ | ------------ | ------------ | ------------ | ------------ | ---------- | ----------- | ------- | ------- | ------------- |
| Grégory Wathelet                           | indywidualnie | Nevados S                            | 0            | 0            | 0            | 1.           | 4          | 0           | 4       | 9.      | [ 19 ] [ 20 ] |
| Jérôme Guery                               | indywidualnie | Quel Homme de Hus                    | 0            | 0            | 0            | 1.           | 4          | 3           | 7       | 14.     | [ 19 ] [ 20 ] |
| Niels Bruynseels                           | indywidualnie | Delux van T & L                      | 0            | 0            | 0            | 1.           | EL         | EL          | EL      | EL      | [ 19 ] [ 20 ] |
| Grégory Wathelet Jérôme Guery Pieter Devos | drużynowo     | Nevados S Quel Homme de Hus Clarie Z | 0 0 0        | 2 1 1        | 4            | 2.           | 8 0 4      | 0 0 0       | 12      | brąz    | [ 21 ] [ 22 ] |

WKKW
| Zawodnik                 | Konkurencja   | Koń              | Ujeżdżenie | Cross country | Skoki (runda kwalifikacyjna) | Razem | Skoki (runda finałowa) | Finał | Pozycja | Źródło |
| ------------------------ | ------------- | ---------------- | ---------- | ------------- | ---------------------------- | ----- | ---------------------- | ----- | ------- | ------ |
| Lara de Liedekerke-Meier | indywidualnie | Alpaga d'Arville | 37,20      | EL            | DNF                          | DNF   | DNF                    | DNF   | DNF     | [ 23 ] |

### Judo
| Zawodnik           | Konkurencja | 1/16                | 1/8                 | Ćwierćfinał         | Półfinał            | Repasaże            | Finał / 3.miejsce     | Finał / 3.miejsce | Źródła |
| Zawodnik           | Konkurencja | Przeciwniczka Wynik | Przeciwniczka Wynik | Przeciwniczka Wynik | Przeciwniczka Wynik | Przeciwniczka Wynik | Przeciwniczka Wynik   | Pozycja           | Źródła |
| ------------------ | ----------- | ------------------- | ------------------- | ------------------- | ------------------- | ------------------- | --------------------- | ----------------- | ------ |
| Jorre Verstraeten  | -60 kg (m)  | Plafky W 10-00      | Takatō P 00-10      | NQ                  | NQ                  | NQ                  | NQ                    | 9.                | [ 24 ] |
| Matthias Casse     | -81 kg (m)  | Gandía W 11-01      | Pacek W 11-01       | Chubiecow W 10-00   | Nagase P 00-10      | N/A                 | Grigalaszwili W 10-00 | brąz              | [ 25 ] |
| Toma Nikiforov     | -100 kg (m) | Buzacarini W 01-00  | Fonseca P 00-10     | NQ                  | NQ                  | NQ                  | NQ                    | 9.                | [ 26 ] |
| Charline Van Snick | -52 kg (k)  | Guica W 11-00       | Cohen W 10-00       | Giuffrida P 00-01   | NQ                  | Giles P 00-10       | NQ                    | 7.                | [ 27 ] |

### Kajakarstwo
| Zawodnik                   | Konkurencja    | Eliminacje | Eliminacje | Ćwierćfinały | Ćwierćfinały | Półfinały | Półfinały | Finał A/B | Finał A/B  | Pozycja | Źródło |
| Zawodnik                   | Konkurencja    | Czas       | Pozycja    | Czas         | Pozycja      | Czas      | Pozycja   | Czas      | Pozycja    | Pozycja | Źródło |
| -------------------------- | -------------- | ---------- | ---------- | ------------ | ------------ | --------- | --------- | --------- | ---------- | ------- | ------ |
| Artuur Peters              | K-1 1000 m (m) | 3:41,967   | 3.         | 3:45,712     | 1.           | 3:26,773  | 5.        | 3:26,781  | 2. Finał B | 10.     | [ 28 ] |
| Hermien Peters             | K-1 500 m (k)  | 1:47,959   | 1.         | N/A          | N/A          | 1:52,829  | 2.        | 1:53,716  | 6. Finał A | 6.      | [ 28 ] |
| Lize Broekx                | K-1 500 m (k)  | 1:52,476   | 7.         | 1:49,336     | 2.           | 1:54,489  | 5.        | 1:56,842  | 5. Finał C | 21.     | [ 28 ] |
| Hermien Peters Lize Broekx | K-2 500 m (k)  | 1:48,137   | 4.         | 1:47,649     | 1.           | 1:39,046  | 5.        | 1:38,475  | 1. Finał B | 9.      | [ 28 ] |

### Kajakarstwo górskie
| Zawodnik          | Konkurencja | Eliminacje | Eliminacje | Eliminacje | Eliminacje | Eliminacje | Eliminacje | Półfinały | Półfinały | Finał | Finał   | Pozycja | Źródło |
| Zawodnik          | Konkurencja | P 1        | M.         | P 2        | M.         | Razem      | M.         | Czas      | Miejsce   | Czas  | Miejsce | Pozycja | Źródło |
| ----------------- | ----------- | ---------- | ---------- | ---------- | ---------- | ---------- | ---------- | --------- | --------- | ----- | ------- | ------- | ------ |
| Gabriel De Coster | K-1 (m)     | 152,94     | 24.        | 98,67      | 17.        | 98,67      | 22.        | NQ        | NQ        | NQ    | NQ      | 22.     | [ 29 ] |

### Kolarstwo

#### Kolarstwo szosowe
| Zawodnik           | Konkurencja                    | Czas     | Pozycja | Źródło |
| ------------------ | ------------------------------ | -------- | ------- | ------ |
| Wout Van Aert      | wyścig ze startu wspólnego (m) | 6:06:33  | srebro  | [ 30 ] |
| Remco Evenepoel    | wyścig ze startu wspólnego (m) | 6:15:38  | 49.     | [ 30 ] |
| Tiesj Benoot       | wyścig ze startu wspólnego (m) | 6:16:53  | 58.     | [ 30 ] |
| Mauri Vansevenant  | wyścig ze startu wspólnego (m) | 6:21:46  | 77.     | [ 30 ] |
| Greg Van Avermaet  | wyścig ze startu wspólnego (m) | DNF      | DNF     | [ 30 ] |
| Wout Van Aert      | jazda indywidualna na czas (m) | 56:44,72 | 6.      | [ 30 ] |
| Remco Evenepoel    | jazda indywidualna na czas (m) | 57:21,27 | 9.      | [ 30 ] |
| Lotte Kopecky      | wyścig ze startu wspólnego (k) | 3:54:24  | 4.      | [ 31 ] |
| Julie Van de Velde | wyścig ze startu wspólnego (k) | 4:01:08  | 42.     | [ 31 ] |
| Valerie Demey      | wyścig ze startu wspólnego (k) | DNF      | DNF     | [ 31 ] |
| Julie Van de Velde | jazda indywidualna na czas (k) | 34:23,49 | 19.     | [ 31 ] |

#### Kolarstwo torowe
Madison
| Zawodnik                     | Konkurencja | Punkty | Punkty  | Punkty  | Punkty  | Pozycja | Źródło |
| Zawodnik                     | Konkurencja | Sprint | Okr.pkt | Okr.pkt | Łącznie | Pozycja | Źródło |
| Zawodnik                     | Konkurencja | Sprint | +       | -       | Łącznie | Pozycja | Źródło |
| ---------------------------- | ----------- | ------ | ------- | ------- | ------- | ------- | ------ |
| Kenny De Ketele Robbe Ghys   | mężczyźni   | 32     |         | 0       | 32      | 4.      | [ 32 ] |
| Lotte Kopecky Jolien D’Hoore | kobiety     | 2      |         | - 20    | - 18    | 10.     | [ 33 ] |

Omnium
| Zawodnik        | Konkurencja | Scratch | Scratch | Wyścig tempowy | Wyścig tempowy   | Wyścig tempowy | Wyścig eliminacyjny | Wyścig eliminacyjny | Wyścig punktowy | Wyścig punktowy | Wyścig punktowy | Suma punktów | Pozycja | Źródło |
| Zawodnik        | Konkurencja | Miejsce | Punkty  | Miejsce        | Punkty wyścigowe | Punkty         | Miejsce             | Punkty              | Sprint          | Okrążenia       | Miejsce         | Suma punktów | Pozycja | Źródło |
| --------------- | ----------- | ------- | ------- | -------------- | ---------------- | -------------- | ------------------- | ------------------- | --------------- | --------------- | --------------- | ------------ | ------- | ------ |
| Lotte Kopecky   | kobiety     | 13.     | 16      | DNF            | DNF              | DNS            | DNS                 | DNS                 | DNS             | DNS             | DNS             | DNS          | DNF.    | [ 33 ] |
| Kenny De Ketele | mężczyźni   | 11.     | 20      | 7.             | 21               | 28             | 10.                 | 22                  |                 |                 | 6.              | 70           | 13.     | [ 32 ] |

#### Kolarstwo górskie
| Zawodnik        | Konkurencja       | Czas     | Pozycja  | Źródło |
| --------------- | ----------------- | -------- | -------- | ------ |
| Githa Michiels  | cross-country (k) | - 2 okr. | - 2 okr. | [ 34 ] |
| Jens Schuermans | cross-country (m) | 1:29:07  | 18.      | [ 35 ] |

#### Kolarstwo BMX
Wyścig
| Zawodnik     | Konkurencja | Ćwierćfinał | Ćwierćfinał | Półfinał | Półfinał | Finał | Finał   | Pozycja | Źródło |
| Zawodnik     | Konkurencja | Wynik       | Miejsce     | Wynik    | Miejsce  | Wynik | Miejsce | Pozycja | Źródło |
| ------------ | ----------- | ----------- | ----------- | -------- | -------- | ----- | ------- | ------- | ------ |
| Elke Vanhoof | kobiety     | 12          | 4.          | 16       | 6.       | NQ    | NQ      | 11 .    | [ 36 ] |

### Koszykówka
- Reprezentacja kobiet

| - Kim Mestdagh - Antonia Delaere - Marjorie Carpréaux - Emma Meesseman - Ann Wauters - Kyara Linskens |  | - Hanne Mestdagh - Heleen Nauwelaers - Billie Massey - Julie Vanloo - Jana Raman - Julie Allemand |

| Drużyna | Konkurencja | Faza grupowa     | Faza grupowa     | Faza grupowa     | Faza grupowa | Ćwierćfinały     | Półfinały        | Finał            | Pozycja | Źródło        |
| Drużyna | Konkurencja | Przeciwnik Wynik | Przeciwnik Wynik | Przeciwnik Wynik | Pozycja      | Przeciwnik Wynik | Przeciwnik Wynik | Przeciwnik Wynik | Pozycja | Źródło        |
| ------- | ----------- | ---------------- | ---------------- | ---------------- | ------------ | ---------------- | ---------------- | ---------------- | ------- | ------------- |
| Belgia  | kobiety     | Australia 85-70  | Portoryko 87-52  | Chiny 62-74      | 2.           | Japonia 85-86    | NQ               | NQ               | 7.      | [ 37 ] [ 38 ] |

3 x 3
| Drużyna                                                    | Konkurencja  | Faza grupowa     | Faza grupowa     | Faza grupowa                      | Faza grupowa     | Faza grupowa     | Faza grupowa     | Faza grupowa     | Faza grupowa | Ćwierćfinały     | Półfinały        | Finał            | Pozycja | Źródło        |
| Drużyna                                                    | Konkurencja  | Przeciwnik Wynik | Przeciwnik Wynik | Przeciwnik Wynik                  | Przeciwnik Wynik | Przeciwnik Wynik | Przeciwnik Wynik | Przeciwnik Wynik | Pozycja      | Przeciwnik Wynik | Przeciwnik Wynik | Przeciwnik Wynik | Pozycja | Źródło        |
| ---------------------------------------------------------- | ------------ | ---------------- | ---------------- | --------------------------------- | ---------------- | ---------------- | ---------------- | ---------------- | ------------ | ---------------- | ---------------- | ---------------- | ------- | ------------- |
| Rafael Bogaerts Nick Celis Thierry Mariën Thibaut Vervoort | 3×3 mężczyzn | Łotwa 21-20      | Japonia 16-18    | Rosyjski Komitet Olimpijski 21-16 | Serbia 14-21     | Chiny 20-21      | Holandia 18-16   | Polska 16-14     | 2.           | N/A              | Łotwa 8-21       | Serbia 10-21     | 4.      | [ 39 ] [ 40 ] |

### Lekkoatletyka
Konkurencje biegowe
| Zawodnik                                                                           | Konkurencja                 | Eliminacje | Eliminacje | Półfinał | Półfinał | Finał    | Finał   | Źródło |
| Zawodnik                                                                           | Konkurencja                 | Wynik      | Miejsce    | Wynik    | Miejsce  | Wynik    | Miejsce | Źródło |
| ---------------------------------------------------------------------------------- | --------------------------- | ---------- | ---------- | -------- | -------- | -------- | ------- | ------ |
| Robin Vanderbemden                                                                 | 200 m (m)                   | 20,70      | 3.         | 21,00    | 7.       | NQ       | NQ      | [ 41 ] |
| Jonathan Sacoor                                                                    | 400 m (m)                   | 45,11      | 3.         | 45,88    | 8.       | NQ       | NQ      | [ 42 ] |
| Kévin Borlée                                                                       | 400 m (m)                   | 45,36      | 2.         | DNS      | DNS      | DNS      | DNS     | [ 42 ] |
| Eliott Crestan                                                                     | 800 m (m)                   | 1:46,19    | 2.         | 1:44,84  | 4.       | NQ       | NQ      | [ 43 ] |
| Ismael Debjani                                                                     | 1500 m (m)                  | 3:36,00    | 1.         | 3:42,18  | 11.      | NQ       | NQ      | [ 44 ] |
| Robin Hendrix                                                                      | 5 000 m (m)                 | 13:58,37   | 16.        | N/A      | N/A      | NQ       | NQ      | [ 45 ] |
| Isaac Kimeli                                                                       | 5 000 m (m)                 | 13:57,36   | 17.        | N/A      | N/A      | NQ       | NQ      | [ 45 ] |
| Isaac Kimeli                                                                       | 10 000 m (m)                | N/A        | N/A        | N/A      | N/A      | 28:31,91 | 18.     | [ 46 ] |
| Michael Obasuyi                                                                    | 110 m przez płotki(m)       | 13,65      | 6.         | NQ       | NQ       | NQ       | NQ      | [ 47 ] |
| Bashir Abdi                                                                        | maraton (m)                 | N/A        | N/A        | N/A      | N/A      | 2:10:00  | brąz    | [ 48 ] |
| Dieter Kersten                                                                     | maraton (m)                 | N/A        | N/A        | N/A      | N/A      | 2:22:06  | 59.     | [ 48 ] |
| Koen Naert                                                                         | maraton (m)                 | N/A        | N/A        | N/A      | N/A      | 2:12:13  | 10.     | [ 48 ] |
| Alexander Doom Jonathan Sacoor Dylan Borlée Jonathan Borlée Kévin Borlée           | sztafeta 4 × 400 m (m)      | 2:59,37    | 3.         | N/A      | N/A      | 2:57,88  | 4.      | [ 49 ] |
| Imke Vervaet                                                                       | 200 m (k)                   | 23,05      | 4.         | 23,31    | 7.       | NQ       | NQ      | [ 50 ] |
| Cynthia Bolingo                                                                    | 400 m (k)                   | DNS        | DNS        | DNS      | DNS      | DNS      | DNS     | [ 51 ] |
| Elise Vanderelst                                                                   | 1500 m (k)                  | 4:05,63    | 9.         | 4:04,86  | 11.      | NQ       | NQ      | [ 52 ] |
| Anne Zagré                                                                         | 100 m przez płotki (k)      | 12,83      | 3.         | 12,78    | 8.       | NQ       | NQ      | [ 53 ] |
| Hanne Claes                                                                        | 400 m przez płotki(k)       | 56,38      | 8.         | NQ       | NQ       | NQ       | NQ      | [ 54 ] |
| Paulien Couckuyt                                                                   | 400 m przez płotki(k)       | 54,9       | 3.         | 54,47    | 3.       | NQ       | NQ      | [ 54 ] |
| Mieke Gorissen                                                                     | maraton (k)                 | N/A        | N/A        | N/A      | N/A      | 2:34:24  | 28.     | [ 55 ] |
| Hanne Verbruggen                                                                   | maraton (k)                 | N/A        | N/A        | N/A      | N/A      | 2:38:03  | 49.     | [ 55 ] |
| Naomi Van Den Broeck Imke Vervaet Paulien Couckuyt Camille Laus                    | sztafeta 4 × 400 m (k)      | 3:24,08    | 3.         | N/A      | N/A      | 3:23,96  | 7.      | [ 56 ] |
| Alexander Doom Imke Vervaet Camille Laus Jonathan Borlée Dylan Borlée Kévin Borlée | sztafeta mieszana 4 × 400 m | 3:12,75    | 3.         | N/A      | N/A      | 3:11,51  | 5.      | [ 57 ] |

Konkurencje techniczne
| Zawodnik     | Konkurencja       | Kwalifikacje | Kwalifikacje | Finał | Finał   | Źródło |
| Zawodnik     | Konkurencja       | Wynik        | Miejsce      | Wynik | Miejsce | Źródło |
| ------------ | ----------------- | ------------ | ------------ | ----- | ------- | ------ |
| Ben Broeders | skok o tyczce (m) | 5,65         | 18.          | NQ    | NQ      | [ 58 ] |
| Lene Retzius | skok o tyczce (k) | 4,25         | 27.          | NQ    | NQ      | [ 59 ] |

Wieloboje
Dziesięciobój
| Zawodnik                | Konkurencja | 100 m | LJ | SP  | HJ  | 400 m | 110H | DT  | PV  | JT  | 1500 m | Razem | Pozycja | Źródło |
| ----------------------- | ----------- | ----- | -- | --- | --- | ----- | ---- | --- | --- | --- | ------ | ----- | ------- | ------ |
| Thomas Van der Plaetsen | Rezultat    | 11,05 | NM | DNS | DNS | DNS   | DNS  | DNS | DNS | DNS | DNS    | DNF   | DNF     | [ 60 ] |
| Thomas Van der Plaetsen | Punkty      | 850   | 0  | DNS | DNS | DNS   | DNS  | DNS | DNS | DNS | DNS    | DNF   | DNF     | [ 60 ] |

Siedmiobój
| Zawodnik         | Konkurencja | 100 m | HJ   | SP    | 200 m | LJ   | JT    | 800 m   | Razem | Pozycja | Źródło |
| ---------------- | ----------- | ----- | ---- | ----- | ----- | ---- | ----- | ------- | ----- | ------- | ------ |
| Nafissatou Thiam | Rezultat    | 13,54 | 1,92 | 14,82 | 24,90 | 6,60 | 54,68 | 2:15,98 | 6791  | złoto   | [ 61 ] |
| Nafissatou Thiam | Punkty      | 1044  | 1132 | 849   | 896   | 1040 | 951   | 879     | 6791  | złoto   | [ 61 ] |
| Noor Vidts       | Rezultat    | 13,17 | 1,83 | 14,33 | 23,70 | 6,32 | 41,80 | 2:09,05 | 6571  | 4.      | [ 61 ] |
| Noor Vidts       | Punkty      | 1099  | 1016 | 816   | 1010  | 949  | 702   | 979     | 6571  | 4.      | [ 61 ] |

### Łucznictwo
| Zawodnik       | Konkurencja       | Runda rankingowa | Runda rankingowa | 1/32             | 1/16             | 1/8              | Ćwierćfinały     | Półfinały        | Finał            | Finał   | Źródło               |
| Zawodnik       | Konkurencja       | Wynik            | Miejsce          | Przeciwnik Wynik | Przeciwnik Wynik | Przeciwnik Wynik | Przeciwnik Wynik | Przeciwnik Wynik | Przeciwnik Wynik | Pozycja | Źródło               |
| -------------- | ----------------- | ---------------- | ---------------- | ---------------- | ---------------- | ---------------- | ---------------- | ---------------- | ---------------- | ------- | -------------------- |
| Jarno De Smedt | indywidualnie (m) | 650              | 43.              | Kawata W 6-2     | Li Jialun P 5-6  | NQ               | NQ               | NQ               | NQ               | 17.     | [ 62 ] [ 63 ] [ 64 ] |

### Pływanie
| Zawodnik       | Konkurencja          | Eliminacje | Eliminacje | Półfinał | Półfinał | Finał   | Finał   | Źródło               |
| Zawodnik       | Konkurencja          | Czas       | Miejsce    | Czas     | Miejsce  | Czas    | Miejsce | Źródło               |
| -------------- | -------------------- | ---------- | ---------- | -------- | -------- | ------- | ------- | -------------------- |
| Louis Croenen  | 100 m motylkowym (m) | 52,23      | 28.        | NQ       | NQ       | NQ      | NQ      | [ 65 ]               |
| Louis Croenen  | 200 m motylkowym (m) | 1:55,78    | 14.        | 1:55,95  | 14.      | NQ      | NQ      | [ 66 ] [ 67 ]        |
| Fanny Lecluyse | 100 m klasycznym (k) | 1:07,93    | 26.        | NQ       | NQ       | NQ      | NQ      | [ 68 ]               |
| Fanny Lecluyse | 200 m klasycznym (k) | 2:23,42    | 11.        | 2:23,73  | 8.       | 2:24,57 | 8.      | [ 69 ] [ 70 ] [ 71 ] |

### Podnoszenie ciężarów
| Zawodnik            | Konkurencja   | Rwanie | Rwanie  | Podrzut | Podrzut | Razem  | Pozycja | Źródło |
| Zawodnik            | Konkurencja   | Wynik  | Pozycja | Wynik   | Pozycja | Razem  | Pozycja | Źródło |
| ------------------- | ------------- | ------ | ------- | ------- | ------- | ------ | ------- | ------ |
| Nina Sterckx        | -49 kg kobiet | 81 kg  | 7.      | 99 kg   | 5.      | 180 kg | 5.      | [ 72 ] |
| Anna Van Bellinghen | +87 kg kobiet | 96 kg  | 11.     | 123 kg  | 10.     | 219 kg | 11.     | [ 72 ] |

### Skateboarding
| Zawodnik         | Konkurencja | Eliminacje | Eliminacje | Finał  | Finał   | Źródło |
| Zawodnik         | Konkurencja | Punkty     | Miejsce    | Punkty | Miejsce | Źródło |
| ---------------- | ----------- | ---------- | ---------- | ------ | ------- | ------ |
| Axel Cruysberghs | street (m)  | 24,81      | 13.        | NQ     | NQ      | [ 73 ] |
| Lore Bruggeman   | street (k)  | 9,27       | 11.        | NQ     | NQ      | [ 74 ] |

### Strzelectwo
| Zawodnik    | Konkurencja              | Kwalifikacje | Kwalifikacje | Finał | Finał   | Źródło        |
| Zawodnik    | Konkurencja              | Wynik        | Pozycja      | Wynik | Pozycja | Źródło        |
| ----------- | ------------------------ | ------------ | ------------ | ----- | ------- | ------------- |
| Jessie Kaps | karabin pneumatyczny (k) | 623,4        | 27.          | NQ    | NQ      | [ 75 ] [ 76 ] |

### Taekwondo
| Zawodnik     | Konkurencja     | 1/8              | Ćwierćfinał      | Półfinał         | Repesaż          | Finał/3.miejsce  | Finał/3.miejsce | Źródło |
| Zawodnik     | Konkurencja     | Przeciwnik Wynik | Przeciwnik Wynik | Przeciwnik Wynik | Przeciwnik Wynik | Przeciwnik Wynik | Pozycja         | Źródło |
| ------------ | --------------- | ---------------- | ---------------- | ---------------- | ---------------- | ---------------- | --------------- | ------ |
| Jaouad Achab | -68 kg mężczyzn | Pié P 11-18      | NQ               | NQ               | NQ               | NQ               | 12.             | [ 77 ] |

### Tenis ziemny
| Zawodnik                          | Konkurencja | Pierwsza runda                     | Druga runda                               | Trzecia runda             | Ćwierćfinały     | Półfinały        | Finał            | Finał   | Źródło |
| Zawodnik                          | Konkurencja | Przeciwnik Wynik                   | Przeciwnik Wynik                          | Przeciwnik Wynik          | Przeciwnik Wynik | Przeciwnik Wynik | Przeciwnik Wynik | Pozycja | Źródło |
| --------------------------------- | ----------- | ---------------------------------- | ----------------------------------------- | ------------------------- | ---------------- | ---------------- | ---------------- | ------- | ------ |
| Sander Gillé Joran Vliegen        | debel (m)   | N/A                                | Koolhof Rojer P 0-2 (3:6, 6:7)            | NQ                        | NQ               | NQ               | NQ               | 17.     | [ 78 ] |
| Alison Van Uytvanck               | singiel (k) | Jorović W 2-0 (6:3, 6:2)           | Kvitová W 2-1 (5:7, 6:3, 6:0)             | Muguruza P 0-2 (4:6, 1:6) | NQ               | NQ               | NQ               | 9.      | [ 79 ] |
| Elise Mertens                     | singiel (k) | Aleksandrowa P 1-2 (6:4, 4:6, 4:6) | NQ                                        | NQ                        | NQ               | NQ               | NQ               | 33.     | [ 79 ] |
| Elise Mertens Alison Van Uytvanck | debel (k)   | N/A                                | Muguruza Suárez Navarro P 0-2 ( 3:6, 6:7) | NQ                        | NQ               | NQ               | NQ               | 17.     | [ 80 ] |

### Triathlon
| Zawodnik                                                     | Konkurencja | Pływanie                | Zmiana 1       | Jazda na rowerze        | Zmiana 2            | Bieg                    | Czas    | Pozycja | Źródło |
| ------------------------------------------------------------ | ----------- | ----------------------- | -------------- | ----------------------- | ------------------- | ----------------------- | ------- | ------- | ------ |
| Valérie Barthelemy                                           | kobiety     | 19:18                   | 0:41           | 1:03:07                 | 0:31                | 35:12                   | 1:58:49 | 10.     | [ 81 ] |
| Claire Michel                                                | kobiety     | 19:40                   | 0:44           | 1:06:34                 | 0:30                | 43:37                   | 2:11:05 | 34.     | [ 81 ] |
| Marten Van Riel                                              | mężczyźni   | 17:45                   | 0:40           | 56:37                   | 0:29                | 30:21                   | 1:45:52 | 4.      | [ 82 ] |
| Claire Michel Marten Van Riel Valérie Barthelemy Jelle Geens | sztafeta    | 03:53 04:04 04:17 04:11 | 0:40 0:37 0:38 | 10:31 09:23 10:24 09:39 | 0:29 0:26 0:30 0:26 | 06:17 05:38 06:20 05:36 | 1:24:36 | 5.      | [ 83 ] |

### Wioślarstwo
| Zawodnik                     | Konkurencja | Eliminacje | Eliminacje | Repasaż | Repasaż | Półfinały | Półfinały | Finał   | Finał      | Miejsce | Źródło |
| Zawodnik                     | Konkurencja | Czas       | M.         | Czas    | M.      | Czas      | M.        | Czas    | M.         | Miejsce | Źródło |
| ---------------------------- | ----------- | ---------- | ---------- | ------- | ------- | --------- | --------- | ------- | ---------- | ------- | ------ |
| Niels Van Zandweghe Tim Brys | LM2x        | 6:26,51    | 2.         | N/A     | N/A     | 6:13,07   | 3.        | 6:18,10 | 5. Finał A | 5.      | [ 84 ] |

### Żeglarstwo
| Zawodnik                     | Konkurencja  | Wyścig | Wyścig | Wyścig | Wyścig | Wyścig | Wyścig | Wyścig | Wyścig | Wyścig | Wyścig | Wyścig | Wyścig | Wyścig | Punkty | Finałowa pozycja | Źródło |
| Zawodnik                     | Konkurencja  | 1      | 2      | 3      | 4      | 5      | 6      | 7      | 8      | 9      | 10     | 11     | 12     | M*     | Punkty | Finałowa pozycja | Źródło |
| ---------------------------- | ------------ | ------ | ------ | ------ | ------ | ------ | ------ | ------ | ------ | ------ | ------ | ------ | ------ | ------ | ------ | ---------------- | ------ |
| Emma Plasschaert             | Laser Radial | 10     | 17     | 11     | 8      | 6      | 5      | 5      | 4      | 17     | 21     | N/A    | N/A    | 4      | 87     | 4.               | [ 85 ] |
| Isaura Maenhaut Anouk Geurts | 49erFX       | 17     | 3      | 4      | 14     | 22 DSQ | 22 UFD | 2      | 16     | 15     | 10     | 9      | 9      | NQ     | 121    | 14.              | [ 86 ] |
| Wannes Van Laer              | Laser        | 33     | 25     | 20     | 14     | 28     | 31     | 14     | 18     | 13     | 17     | N/A    | N/A    | NQ     | 180    | 27.              | [ 87 ] |

M – Wyścig medalowy